# I Know This Much Is True
I Know This Much Is True es una miniserie estadounidense de drama basada en la novela homónima de Wally Lamb que se estrenó el 10 de mayo de 2020 en HBO.

## Sinopsis
I Know This Much Is True es descrita como «una saga familiar épica que explora la identidad estadounidense siguiendo las vidas paralelas de los hermanos gemelos Dominick y Thomas Birdsey a lo largo de la segunda mitad del siglo XX».

## Reparto

### Principal
- Mark Ruffalo como Dominick y Thomas Birdsey
- Melissa Leo como Ma
- John Procaccino como Ray Birdsey
- Rob Huebel como Leo Blood
- Michael Greyeyes como Ralph Drinkwater
- Gabe Fazio como Shawn Tudesco
- Juliette Lewis como Nedra Frank
- Kathryn Hahn como Dessa Constantine
- Rosie O'Donnell como Lisa Sheffer
- Imogen Poots como Joy Hanks
- Archie Panjabi como la Dra. Patel
- Philip Ettinger como Dominick y Thomas Birdsey (jóvenes)
- Aisling Franciosi como Dessa Constantine (joven)
- Bruce Greenwood como Dr. Hume
- Marcello Fonte como Domenico Onofrio Tempesta
- Harris Yulin como Padre LaVie

### Recurrente
- Brian Goodman como Al
- Bruce Greenwood como el Dr. Hume
- Guillermo Díaz como el Sargento Mercado
- Bethany Kay como Miss Haas
- Joe Grifasi como Steve Falice

## Episodios
| N.º | Título      | Dirigido por     | Escrito por                     | Fecha de emisión original | Audiencia (millones) |
| --- | ----------- | ---------------- | ------------------------------- | ------------------------- | -------------------- |
| 1   | «Episode 1» | Derek Cianfrance | Derek Cianfrance                | 10 de mayo de 2020        | 0.323                |
| 2   | «Episode 2» | Derek Cianfrance | Derek Cianfrance                | 17 de mayo de 2020        | 0.313                |
| 3   | «Episode 3» | Derek Cianfrance | Derek Cianfrance                | 24 de mayo de 2020        | 0.314                |
| 4   | «Episode 4» | Derek Cianfrance | Derek Cianfrance                | 31 de mayo de 2020        | 0.391                |
| 5   | «Episode 5» | Derek Cianfrance | Derek Cianfrance & Anya Epstein | 7 de junio de 2020        | 0.377                |
| 6   | «Episode 6» | Derek Cianfrance | Derek Cianfrance & Anya Epstein | 14 de junio de 2020       | 0.452                |

## Producción

### Desarrollo
El 18 de octubre de 2017, se anunció que HBO desarrollaría una serie limitada de ocho episodios basada en la novela de 1998 I Know This Much Is True de Wally Lamb. Derek Cianfrance se desempeñaría como guionista, director, y productor ejecutivo junto a Mark Ruffalo, Ben Browning y Glen Basner. Ruffalo y Lamb han estado colaborando en una adaptación televisiva durante dos años. El 18 de octubre de 2018, se anunció que el proyecto recibió luz verde para seis episodios. Además, Gregg Fienberg y Anya Epstein serían productores ejecutivos, mientras que Lynette Howell Taylor y Jamie Patricof serían coproductores ejecutivos.

### Casting
El 18 de octubre de 2017, se anunció que Ruffalo fue elegido en el rol principal. El 3 de abril de 2019, se anunció que Melissa Leo, Rosie O'Donnell, Archie Panjabi, Imogen Poots, Juliette Lewis y Kathryn Hahn fueron elegidas en roles principales. El 22 de noviembre de 2019, se anunció que Aisling Franciosi, John Procaccino, Rob Huebel, Philip Ettinger y Michael Greyeyes fueron elegidos.

### Rodaje
La fotografía principal se llevó a cabo entre abril y octubre de 2019 en Nueva York.